# Люпов, Сергей Николаевич
Серге́й Никола́евич Лю́пов (7 [19] октября 1870, Казань — 19 ноября 1945, Уссурийск) — русский военный, генерал-лейтенант, один из активных участников белого движения.

## Биография
В 1889 году закончил Нижегородский кадетский корпус, тогда же начал воинскую службу.
В 1892 году закончил Михайловское артиллерийское училище.
После выпуска служил в 21-й артиллерийской бригаде, позже был переведён в 38 артиллерийскую бригаду.
Получал последовательно звания: подпоручика (1892), поручика (1894), штабс-капитана (1897), капитана (1899), подполковника (1903).
В 1899 году по первому разряду закончил Николаевскую академию Генштаба.
Состоял при Омском военном округе (1899—1900). Обер-офицер для особых поручений при штабе 2-го Сибирского армейского корпуса (1900—1903). Принимал участие в подавлении Ихэтуаньского восстания. Штаб-офицер для особых поручений при штабе 1-го Сибирского армейского корпуса (1903—1904).

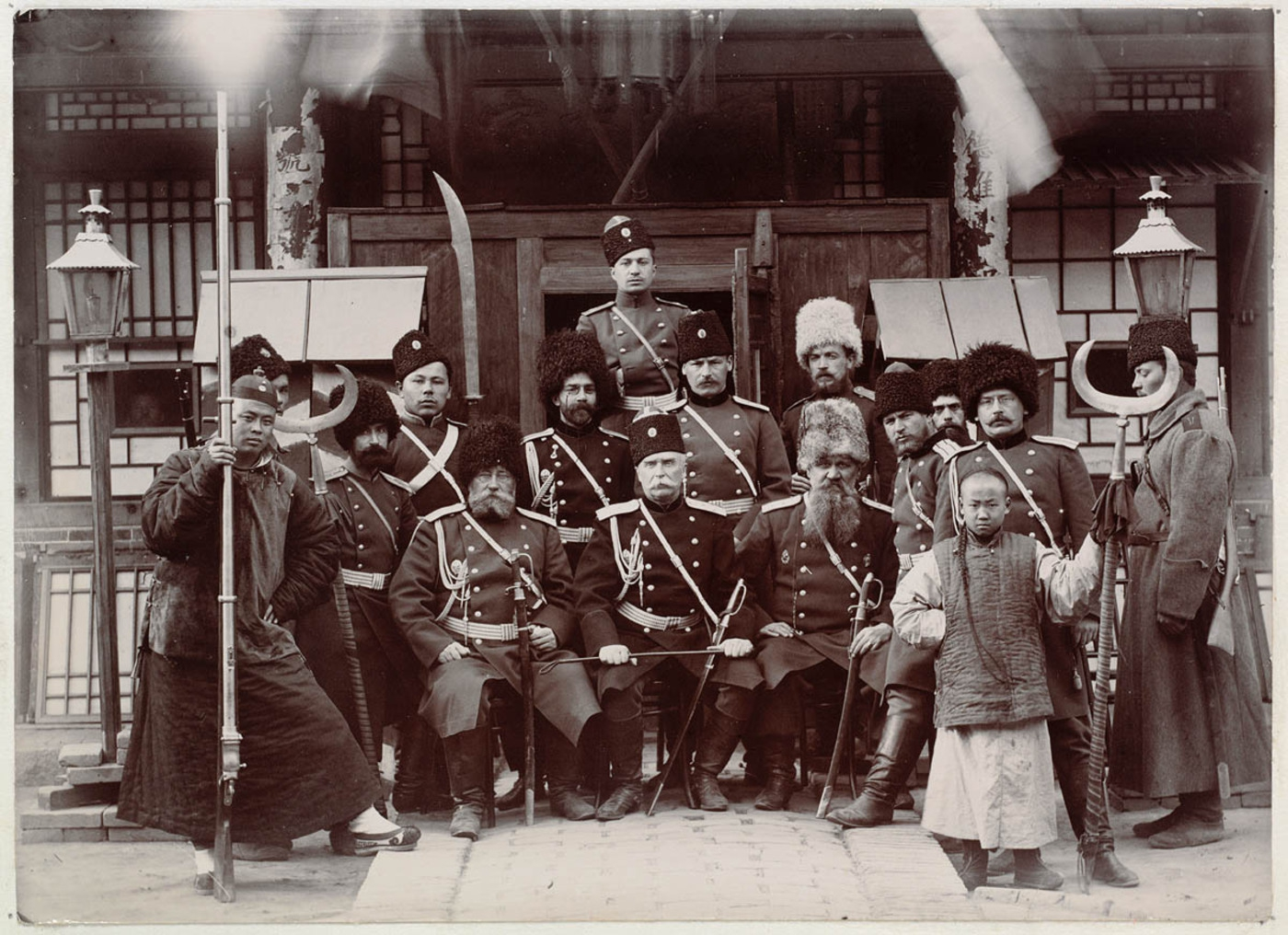
С. Н. Люпов (стоит пятый слева) с солдатами и офицерами в период Ихэтуаньского восстания. Стоит шестой слева — С. И. Богданович, сидит второй слева — А. В. Каульбарс

В ходе русско-японской войны служил в управлении генерал-квартирмейстера Маньчжурской армии. В 1907 году получил звание полковника.
С 1908 по 1912 годы служил начальником штаба 7-го округа отдельного корпуса пограничной стражи (г. Ташкент). С 17 июня 1912 по 7 декабря 1913 гг. — начальник штаба 10-й пехотной дивизии.
В 1913 году стал командиром 182-го Гроховского пехотного полка, с которым и вступил в Первую мировую войну в составе 46-й пехотной дивизии.

### Первая мировая война
В 1914 году получил звание генерал-майора.
В 1915 году стал командиром бригады 17-й пехотной дивизии. С августа 1915 по март 1916 — начальник штаба 20-го армейского корпуса. С июля 1916 по март 1917 — командир 104-й пехотной дивизии 34-го армейского корпуса.
16 января 1917 года получил звание генерал-лейтенанта.
После Февральской революции потерял свой пост. В июле 1917 года стал командиром 49-го армейского корпуса 11-й армии. После выступления генерала Корнилова отстранён от командования корпусом и зачислен в резерв чинов при штабе Киевского ВO, хотя армейский комитет и просил корпусной комитет оставить Люпова на своем посту. В октябре назначен командиром 25-го армейского корпуса 11-й армии.

### Гражданская война
После Октябрьской революции уехал на Урал, где служил в белогвардейских частях. В рядах белой армии командовал 3-й стрелковой, 4-й Уфимской дивизиями (1918), Уфимским корпусом Западной армии, Камской группой войск Народной армии КОМУЧА (около 10 000 человек) в районе Симбирска.
В июле 1919 года возглавил восстановленный Заамурский округ Отдельного корпуса пограничной стражи.

### В эмиграции
После поражения белого движения эмигрировал в Китай, проживал в Харбине. Активно участвовал в деятельности русской военной эмиграции в Маньчжурии, в том числе в борьбе с сторонниками генерала А. И. Андогского, привёдшей к глубокому расколу в среде эмигрантов.
В эмиграции сотрудничал с русскими газетами «Свет» и «Русский голос», для которых писал исторические статьи. Входил в состав комиссии по составлению исторического очерка по изысканию и постройке КВЖД. Работал весовщиком в английской торговой компании, позднее в американской фирме по продаже автомобилей. Читал лекции о русско-японской войне для слушателей японской академии Генерального штаба в Чанчуне. Писал мемуары. Состоял в обществе заамурцев, был председателем Дальневосточного общества ревнителей военных знаний. Вёл летопись русской старины. Был членом Дальневосточного союза военных. В 1938 году — начальник военно-учебного отдела союза. С 1942-го по август 1945 года — инкассатор 3-го отдела БРЭМ. Заведовал картотекой эмигрантов.
31 октября 1945 года арестован УКР «Смерш» Приморского военного округа по обвинению в шпионской деятельности и связях с иностранной разведкой. Вины не признал. Скончался в эвакогоспитале в Уссурийске. Дальнейшее расследование по делу было прекращено. 27 февраля 1998 года был признан реабилитированным как лицо, необоснованно привлечённое к уголовной ответственности по политическим мотивам.

## Воспоминания современников
В жаркий день 11 июня 1915 года, объезжая свой участок позиций, я застал в одном из окопов командира Прохольского полка Генерального штаба генерал-майора Люпова, который мне сказал, что его отступающему полку назначено занять подготовленную мною позицию. «Мы уже осмотрели окопы и, — сказал он, — они нам очень понравились!». «Вот это укрепления!» — с восторгом говорили присутствовавшие офицеры штаба Люпова. «Вот здесь можно по-настоящему обороняться», — повторяли они, заглядывая через бойницы на далёкие горизонты. «Тут так приятно посидеть в холодке», — продолжали они, располагаясь в прохладе блиндажей после долгого пыльного пути под жарким солнцем.[...]

После сдачи позиции, на другой день утром мы отправились к новому месту работы, а по пути я заехал к командиру полка генералу Люпову. Я его застал в штабе за полевым телефоном, причём мне пришлось присутствовать при интересном разговоре. Командиру полка докладывали о том, что около такой-то деревни видны немецкие разведчики. Люпов посмотрел на карту и, вызвав к телефону командира артиллерийской батареи, задал ему вопрос: «Вы можете из своих орудий достать до такой-то деревни, в которой появились немцы? Хорошо. А сколько у вас осталось снарядов? Только семнадцать? Тогда бросьте туда два снаряда!». Вскоре мы услышали два орудийных выстрела. «Вот видите, как плохо у нас обстоят дела со снарядами!» — обратился ко мне генерал (пушки из-за отсутствия боеприпасов приходилось тогда отправлять в тыл, превращая таким образом их в обоз).

Затем Люпов снова с похвалой отозвался о построенной нами позиции. «Вам, вероятно, нужно об этом представить начальству в письменном виде?» — добавил он. И, взяв полевую книжку, написал в лестных выражениях отзыв о принятой им укреплённой позиции, и вручил его мне, а я направил записку Люпова своему начальнику полковнику Архипенко, который уже представил её генерал-квартирмейстеру 4-й армии генералу Стайнову. Последний выразил желание познакомиться со мной лично и затем нередко спрашивал Архипенко, на каком участке я работаю. — Догадин В.М. «На фронте и в тылу. Воспоминания о Первой мировой»

Через сотню шагов я столкнулся с генералом Люповым. Этот старый офицер довоенного генштаба, во время войны — нач. штаба корпуса, а во время гражданской — командир корпуса — выделялся исключительной ограниченностью. Я его хорошо знал. Впервые я встретил его в Самаре, когда я был при Галкине. Люпов отличался тем, что при встрече непременно останавливал и пускался в бесконечные философские разговоры о мировом масонстве, о «дьявольском замысле» погубить Россию и т.д. Был он одинок, вёл спартанский образ жизни, в его небольшой комнате, куда он раз меня затянул, кроме стула и стола была длинная узкая лавка т.е. деревянная доска, на которой он спал. Жил он уроками, был педантично аккуратен во всём решительно. Я когда мог избегал его ибо, к моему несчастью, он любил особенно передо мной разводить свои теории, считая меня старым знакомым. Но тут я не успел от него увернуться. Он, конечно, остановил меня и принялся излагать своё авторитетное мнение относительно стратегии немцев: «Ну вот, во-первых, здравствуйте, — начал он. — Теперь, конечно, большевикам скоро конец. Это совершенно ясно. Немцы наступают в трёх главных направлениях — на юге на Киев, который на днях будет взят, в центре — на Москву, на севере на Петроград — теперь Ленинград. Советское командование совершенно бездарно, фронт уже прорван в нескольких местах — вопрос полного разгрома — две-три недели. Вот, батюшка мой, какие дела!» закончил он. «А вы не думаете ваше превосходительство, что сейчас дело идёт о бытии русского народа и что независимо от власти и правителей русский народ инстинктивно понимает, что его ждёт, если победят немцы и так легко не даст себя покорить». «Ничего он не чувствует, поверьте мне, а немцы придут, по крайней мере наведут порядок, уверяю вас!» Это был тяжёлый день. 
— Ильин И.С. «На службе у японцев»

 В одном из своих писем к Лукомскому Будберг дал краткую характеристику «харбинской компании»: «Люпов – усталый, бесхарактерный, но очень методичный и аккуратный, имеет некоторый плюс в непричастности к разным сибирским комбинациям...
 
— Смирнов С.В.
«Дальневосточный тупик: русская военная эмиграция в Китае (1920 – конец 1940-х годов)»

## Награды
- Орден Святого Станислава 3-й степени (1901);
- Орден Святого Станислава 2-й степени с мечами (1903);
- Орден Святой Анны 2-й степени с мечами (1905);
- Орден Святого Владимира 4-й степени (1905);
- Орден Святого Владимира 3-й степени (ВП 10.04.1911);
- мечи и бант к ордену Святого Владимира 4-й степени (ВП 15.05.1915);
- мечи к ордену Святого Владимира 3-й степени (ВП 2.08.1915);
- Орден Святого Станислава 1-й степени с мечами (ВП 16.08.1915);
- Орден Святого Георгия 4-й степени (ВП 30.12.1915: «за переправу через реку Сан 11 октября 1914 года»);
- Георгиевское оружие (ВП 16.08.1916: «за оборону линии деревень Аделина-Тржинец 7 и 8 июля 1915 года»).
- Орден Святой Анны 1-й степени с мечами (ВП 18.09.1916);